# Bonowice
Bonowice (prononciation : [bɔnɔˈvit͡sɛ]) est une localité polonaise de la gmina de Szczekociny, située dans le powiat de Zawiercie en voïvodie de Silésie.